# Fossemagne
Fossemagne (okzitanisch: Fòssamanha) ist eine französische Gemeinde mit 553 Einwohnern (Stand: 1. Januar 2022) im Département Dordogne in Nouvelle-Aquitaine. Sie gehört zum Arrondissement Sarlat-la-Canéda und zum Kanton Le Haut-Périgord noir. Die Bewohner werden Fossemagnacois und Fossemagnacoises genannt.

## Geografie
Fossemagne liegt etwa 38 Kilometer ostsüdöstlich von Périgueux. Umgeben wird Fossemagne von den Nachbargemeinden Limeyrat im Norden, Ajat im Nordosten, Thenon im Osten, Bars im Süden und Südosten, Rouffignac-Saint-Cernin-de-Reilhac im Süden sowie Bassillac et Auberoche im Westen und Nordwesten. 

## Bevölkerungsentwicklung
| Jahr                      | 1962 | 1968 | 1975 | 1982 | 1990 | 1999 | 2006 | 2013 | 2020 |
| ------------------------- | ---- | ---- | ---- | ---- | ---- | ---- | ---- | ---- | ---- |
| Einwohner                 | 558  | 556  | 505  | 544  | 535  | 528  | 575  | 614  | 542  |
| Quelle: Cassini und INSEE |      |      |      |      |      |      |      |      |      |

## Sehenswürdigkeiten
- Kirche Saint-Astier aus dem 12. Jahrhundert

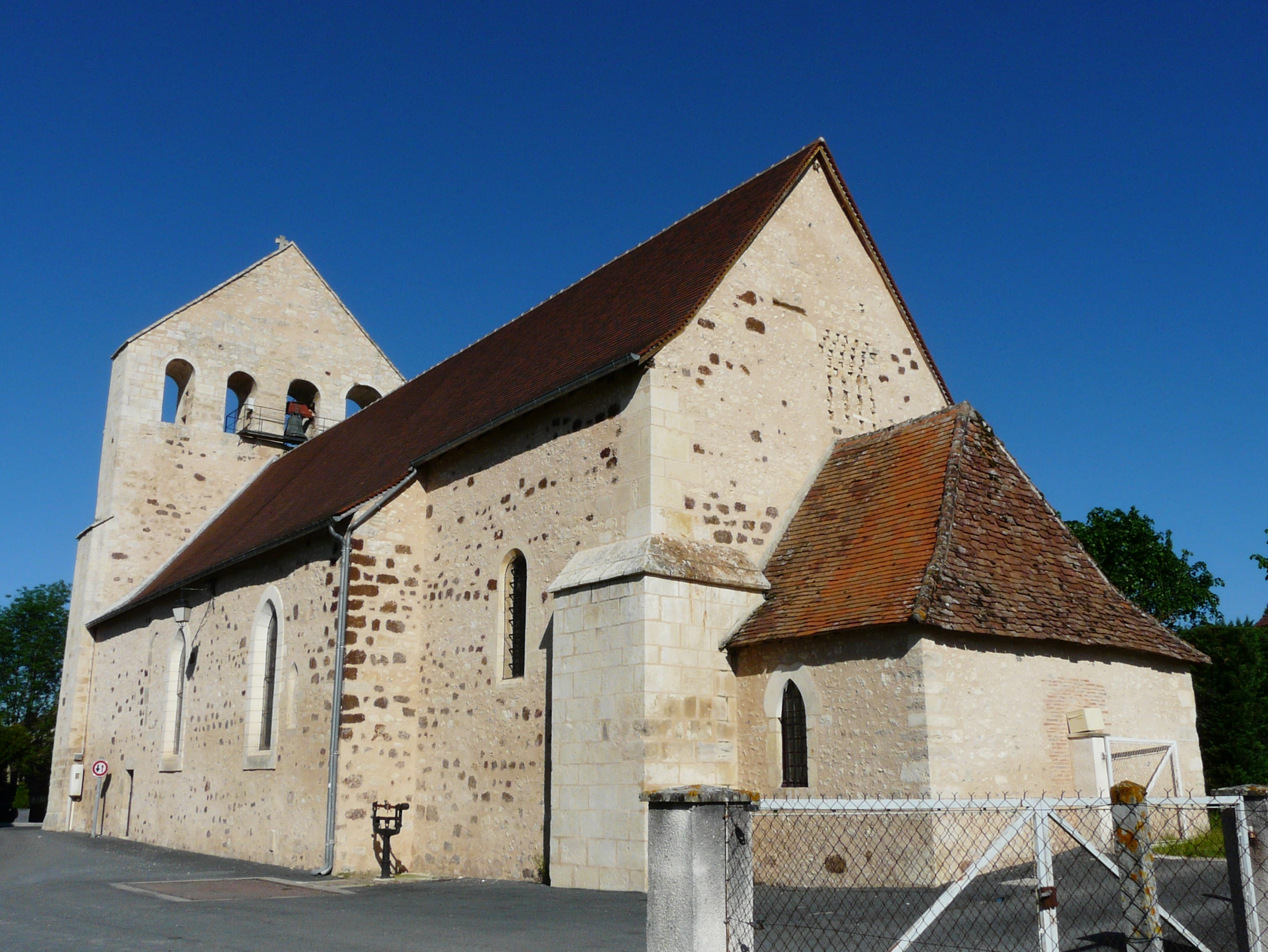
Kirche Saint-Astier

## Persönlichkeiten
- Suzanne Lacore (1875–1975), Politikerin, war Lehrerin in Fossemagne